# Joseph Stiglitz
Joseph Eugene Stiglitz (Gary, 9 febbraio 1943) è un economista e saggista statunitense, vincitore del premio Nobel per l'economia nel 2001.

## Biografia
Stiglitz è nato a Gary, nell'Indiana, da Charlotte e Nathaniel Stiglitz. Dal 1960 al 1963 studia all'Amherst College poi si trasferisce al MIT per il suo quarto anno come undergraduate e in seguito per conseguirvi la laurea. Dal 1965 al 1966 riceve la borsa di studio "Fulbright Fellowship" che gli permette di frequentare l'Università di Cambridge. Negli anni successivi insegna al MIT e alla Yale. Nel 1986 contribuisce alla formulazione del teorema di Greenwald esposto dall'economista Bruce Greenwald. Attualmente insegna alla "Graduate School of Business" presso la Columbia University. Dal 3 ottobre 2003 è membro della Pontificia Accademia delle Scienze Sociali. Dal 2005 presiede il "Brooks World Poverty Institute", nella School of Environment and Development, University of Manchester. Fa parte del Complexity Lab in Economics dell'Università Cattolica del Sacro Cuore di Milano.
Stiglitz ha rivestito ruoli rilevanti nella politica economica: ha lavorato nell'amministrazione Clinton come presidente dei consiglieri economici (1995 – 1997) ed è stato Senior Vice President e Chief Economist (1997 – 2000) presso la Banca Mondiale, prima di essere costretto alle dimissioni dal segretario del Tesoro Lawrence Summers.
Riceve la laurea honoris causa in economia e commercio nell'anno accademico 2003/2004 presso l'Università degli Studi di Bergamo, che l'aveva già conferita nel 1979 al suo maestro Franco Modigliani. Il 5 febbraio 2010, nel corso della cerimonia d'inaugurazione dell'anno accademico 2009/2010 della LUISS Guido Carli, gli è stata conferita la laurea honoris causa in economia. Riceve inoltre la laurea honoris causa in economia internazionale e commercio nell'anno accademico 2017/2018 presso l'Università Politecnica delle Marche, a seguito di molteplici conferimenti da parte di diversi atenei, italiani ed esteri.
Nell'anno accademico 2019/2020, presso il Politecnico di Torino, gli viene conferita la laurea honoris causa in ingegneria gestionale.

## Attività e pensiero

### I contributi di microeconomia
La sua produzione teorica e tecnica si è occupata soprattutto di microeconomia: il contributo più famoso di Stiglitz riguarda lo (screening), una tecnica astuta usata da un agente economico che voglia acquisire informazioni, altrimenti private, da un altro. È per questo contributo alla teoria delle "asimmetrie informative" che ha condiviso il premio Nobel con George A. Akerlof e A. Michael Spence.
In linea con le sue pubblicazioni tecniche Stiglitz è l'autore di Whither Socialism, un libro divulgativo che fornisce un'introduzione alle teorie sul fallimento economico del socialismo nell'Europa dell'est, il ruolo dell'informazione imperfetta nei mercati e le concezioni erronee su quanto sia realmente libero il mercato nel sistema capitalista-liberista.

### Le critiche al FMI
Nel 2002 pubblica Globalization and Its Discontents (La globalizzazione e i suoi oppositori, Einaudi) in cui analizza gli errori delle istituzioni economiche internazionali, in particolare quelli del Fondo Monetario Internazionale, nella gestione delle crisi finanziarie che si sono susseguite negli anni 1990 in Russia, nei Paesi del Sud-Est asiatico, in Argentina e altrove. Stiglitz illustra come la risposta del FMI a queste situazioni di crisi sia stata sempre la stessa, basata sulla riduzione delle spese dello Stato unita a una politica monetaria deflazionista e all'apertura dei mercati locali agli investimenti esteri. Queste scelte politiche venivano di fatto imposte ai Paesi in crisi, ma non rispondevano alle esigenze delle singole economie e si rivelavano inefficaci o addirittura di ostacolo per il superamento delle crisi.
Stiglitz afferma che il Fondo Monetario Internazionale, perseguendo il cosiddetto Washington consensus, non protegge le economie più deboli e nemmeno garantisce la stabilità del sistema economico globale, ma fa in realtà gli interessi del suo "maggiore azionista", gli Stati Uniti, a discapito di quelli delle nazioni più povere. Le argomentazioni di Stiglitz sono particolarmente degne di attenzione perché provengono da un economista inserito nelle istituzioni finanziarie internazionali e contribuiscono a spiegare perché la globalizzazione ha generato l'opposizione dei movimenti sociali che hanno organizzato le proteste di Seattle e Genova (fatti del G8 di Genova del luglio 2001).

### L'appoggio a Occupy Wall Street
Nel 2011 appoggia e partecipa al movimento Occupy Wall Street.

### La critica all'Eurozona
Pur avendo preso ufficialmente le distanze dai movimenti euroscettici di destra o destra identitaria, tra cui Front National e Fratelli d'Italia che in vista delle elezioni europee del 2014 spesso lo citavano come fonte, questo non gli ha impedito di esprimere un'opinione fortemente critica nei confronti dell'euro e di precisare che una valuta comune senza un patto fiscale e uno per le banche di qualità, sinora mai sopraggiunto tanto che il Nobel se ne lamenta tuttora nel 2016, «è un errore economico»; di recente questa sua posizione si è in parte radicalizzata tanto da aver portato Stiglitz a dedicare al tema un apposito libro - The Euro: How a Common Currency Threatens the Future of Europe (pubblicato in due versioni lievemente diverse con due titoli non identici e con due diversi editori) e a scrivere in un suo recente articolo sul Guardian: «L’euro non è riuscito a realizzare nessuno di questi due obiettivi: prosperità e integrazione politica. Questi obiettivi sono ora più lontani di quanto non lo fossero prima della creazione della zona euro [...] I costi, sia finanziari sia emotivi, di una separazione potrebbero essere molto elevati, ma i costi del restare uniti potrebbero essere anche superiori».
Stiglitz nel libro The Euro: How a Common Currency Threatens the Future of Europe (agosto 2016) prevede due sole possibili opzioni: o un coraggioso "euro flessibile", ipotesi data per meno probabile per quella che riferisce essere manifesta assenza di solidarietà, o una concordata distruzione dell'euro.

### Posizione sul libero scambio
Negli anni 1990 scrisse che "i Paesi ricchi del Nord America e dell'Europa dovrebbero eliminare tutte le tariffe e i contingenti sulle merci provenienti dai Paesi in via di sviluppo".

### Consulenza ai Paesi europei
Stiglitz consiglia ai Paesi europei di controllare la loro bilancia commerciale con la Germania mediante certificati di importazione/esportazione (misura protezionistica).
Ricordando la teoria keynesiana egli spiega che i disavanzi commerciali sono dannosi: John Maynard Keynes ha sottolineato che i Paesi con eccedenze esercitano una "esternalità negativa" sui loro partner commerciali e portano a una domanda aggregata globale debole. Stiglitz scrive: "L'eccedenza della Germania significa che il resto dell'Europa è in deficit e il fatto che questi Paesi importano più di quanto esportano contribuisce alla debolezza delle loro economie. Egli ritiene pertanto che i Paesi in attivo si stiano arricchendo a scapito dei Paesi in deficit e non crede nel principio del vantaggio comparativo (base di libero scambio), che afferma che il deficit commerciale non è importante perché il commercio è reciprocamente vantaggioso.
Inoltre egli ha messo in discussione l'euro che avrebbe causato questo deficit: "Il sistema dell'euro significa che il tasso di cambio della Germania non può aumentare rispetto ad altri membri dell'area dell'euro. Se il tasso di cambio aumentasse, la Germania avrebbe maggiori difficoltà ad esportare e il suo modello economico, basato su forti esportazioni, verrebbe meno. Allo stesso tempo il resto dell'Europa esporterebbe di più, il PIL aumenterebbe e la disoccupazione diminuirebbe."

### Consulenza negli USA
Denuncia i tentativi degli Stati Uniti di proteggere o ricreare posti di lavoro altamente remunerativi nel settore manifatturiero attraverso misure protezionistiche. Ha consigliato agli Stati Uniti di perseguire la globalizzazione o il libero scambio, basato sulla teoria del vantaggio comparativo, e di non combattere la deindustrializzazione attraverso le tariffe. Egli scrive che "la storia non può essere invertita" e che "il protezionismo non aiuterà l'economia nel suo complesso". I posti di lavoro saranno distrutti più velocemente di quanto non siano creati: i posti di lavoro netti nel settore manifatturiero potrebbero addirittura essere meno numerosi".
Scrive che la classe media degli Stati Uniti è effettivamente il perdente della globalizzazione e la Cina il vincitore. Egli ritiene che la domanda interna della Cina sia sufficiente per avere una forte crescita e che il commercio estero non sia più necessario. Ma egli difende le eccedenze commerciali della Cina in relazione agli Stati Uniti e crede che la Cina "risponderà con forza e intelligenza" e colpirà gli Stati Uniti "dove fa male economicamente e politicamente" se cercano di proteggere la loro industria.

## Opere
- Il ruolo economico dello stato, Il Mulino, 1992.
- Whither Socialism?, MIT Press, 1996.
- Frontiers of Development Economics: The Future in Perspective, a cura di J. Stiglitz, Gerald M. Meier e Nicholas Stern, World Bank, 2000.
- New Ideas About Old Age Security: Toward Sustainable Pension Systems in the 21st Century, a cura di J. Stiglitz e Robert Holzmann, World Bank, 2001.
- In un mondo imperfetto, Donzelli, 2001.
- Principles of Macroeconomics, Third Edition, con Carl E. Walsh, W.W. Norton & Company, 2002.
- The Rebel Within: Joseph Stiglitz and the World Bank, a cura di Ha-Joon Chang, Anthem Press, 2002.
- La globalizzazione e i suoi oppositori, traduzione di Daria Cavallini, Einaudi, Torino, 2002.
- Economics, Third Edition, con Carl E. Walsh, W.W. Norton & Company, 2002.
- Peasants Versus City-Dwellers: Taxation and the Burden of Economic Development, con Raaj K. Sah, Oxford University Press, 2002.
- I ruggenti anni Novanta. Lo scandalo della finanza e il futuro dell'economia, collana ET Saggi, traduzione di Daria Cavallini, Giulio Einaudi Editore, Torino, 2004. pp. 333 ISBN 88-06-17651-X.
- La globalizzazione che funziona, traduzione di Daria Cavallini, Einaudi, 2006. ISBN 88-06-18016-9
- Economia e informazione. Autobiografia, scritti e interviste, Datanews, 2006. ISBN 88-7981-296-3
- Verso un nuovo paradigma dell'economia monetaria, con Bruce Greenwald, Vita e Pensiero, 2008.
- Il prezzo della disuguaglianza. Come la società divisa di oggi minaccia il nostro futuro, Einaudi, 2013.
- Bancarotta. L'economia globale in caduta libera Einaudi 2010 e 2013
- La grande frattura. La disuguaglianza e i modi per sconfiggerla, Einaudi, 2016
- The Euro: How a Common Currency Threatens the Future of Europe, W. W. Norton & Company, 2016
- Invertire la rotta. Disuguaglianza e crescita economica, Laterza, 2018. ISBN 978-885-813073-5.
- La bussola imprecisa. L'etica nel mondo della finanza globalizzata, Castelvecchi, 2018. ISBN 978-88-3282-255-7
- Popolo, Potere e Profitti. Un capitalismo progressista in un'epoca di malcontento,traduzione Maria Lorenza Chiesara,  Einaudi, 2019, ISBN 978 8806 24435 4
- Riscrivere l'economia europea. Le regole per il futuro dell'Unione, il Saggiatore, 2020.
- Misurare ciò che conta. Al di là del Pil, Joseph E. Stiglitz, Jean-Paul Fitoussi, Martine Durand,  Einaudi, 2021, ISBN 9788806249724
- La strada per la libertà. L’economia e la società giusta, Einaudi, 2024, ISBN 9788806260439

### Articoli
- Joseph E. Stiglitz, What I learned at the world economic crisis: the insider (PDF), in The New Republic, Chris Hughes, 17 aprile 2000.